# نفوذ (تفاوض)
في عملية التفاوض، يكون النفوذ هو القدرة على التأثير على الجانب الآخر ليقترب من الموقف الذي يتخذه أحد الجانبين في التفاوض.
وتتضمن أنواع النفوذ النفوذ الإيجابي والنفوذ السلبي والنفوذ المعياري.

## النفوذ المعياري
النفوذ المعياري هو عبارة عن تطبيق المعايير العامة أو معايير ومقاييس الطرف الآخر لتعزيز تفوق حجج الطرف الأول للتفاوض وتحقيق مصالحه. فعلى سبيل المثال، يكون لديك نفوذ معياري عندما يقول خصمك في عملية التفاوض أنه سيدفع فقط القيمة التي حددها الكتاب الأزرق الخاص بأسعار السيارات ثمنًا لسيارتك، فتوضح له أن ما تطلبه هو نفس القيمة التي حددها الكتاب الأزرق.

## النفوذ الإيجابي
يتمثل النفوذ الإيجابي في قدرة المُفاوض على تقديم الأشياء التي يرغب خصمه في الحصول عليها. فعلى سبيل المثال، يكون لديك نفوذ إيجابي عندما يقول خصمك المتفاوض معك: «أرغب في شراء سيارتك».

## النفوذ السلبي
يتمثل النفوذ السلبي في قدرة المفاوض على جعل خصمه يعاني. فمثلاً، يكون لديك نفوذ سلبي إذا أمكنك أن تهدد الخصم المتفاوض معك: «إذا لم تلتزم بتعهدك معي، فسأدمر سمعتك.»

## نفوذ المشتري
يُعد نفوذ المشتري هو مدى القدرة على المساومة التي يتمتع بها المشترون عند شرائهم للبضائع والخدمات.
ويعتمد مدى نفوذ المشتري بالنسبة إلى نفوذ البائع وقدرته على المساومة على المعلومات التي يحصل عليها كل من البائع والمشتري حول المنتج، وحول الندرة أو الوفرة النسبية للمنتج، ومدى توفر قطع غيار المنتج والعديد من العوامل الأخرى. ويحدد النفوذ النسبي للمشترين والبائعين سعر وشروط المعاملات وطبيعة علاقات الأعمال التجارية.
فمثلاً، عادةً ما يستخدم مديرو الشراء تاريخهم القديم في الشراء للحصول على صفقات أفضل من البائعين الذين يتنافسون لإتمام هذه الصفقات التجارية.

## قيمة الإيجاد والمطالبة
يعتمد إيجاد النفوذ والحفاظ عليه على قيمة إيجاده والمطالبة به. حيث يركز التفاوض على هذا الأمر من أجل التأثير على الأفراد. وتأتي قيمة الإيجاد من خلال «الاستماع جيدًا إلى» «احتياجات واهتمامات» الآخرين، بينما تأتي قيمة المطالبة ببساطة «عندما تتم تلبية احتياجاتنا واهتماماتنا». (McRae 14). والطريقة الوحيدة للحصول على قيمة المطالبة بالفعل هي أن تكون «مستعدًا جيدًا وجازمًا»

## وصلات خارجية
- Improving Negotiation Skills: Rules for Master Negotiators – Techniques for applying leverage in a negotiation